# Otto Herschmann
Otto Herschmann (n. 4 ianuarie 1877, Viena, Austro-Ungaria – d. 14 iunie 1942, Lagărul de exterminare Sobibor, Lublin, Polonia) a fost un scrimer austriac, medaliat olimpic. A participat la 2 ediții ale Jocurilor Olimpice (1896, 1912) în care a câștigat o medalie de argint.